# SpVgg Zella-Mehlis 06
Die Spielvereinigung Zella-Mehlis 06 war ein deutscher Fußballverein aus Zella-Mehlis im heutigen Landkreis Schmalkalden-Meiningen, der zwischen 1906 und  1945 existierte.

## Verein
Die Spielvereinigung Zella-Mehlis entstand im Jahr 1906 unter der Bezeichnung SC Germania 06 Mehlis. 1924 fusionierte der Club mit dem VfL Mehlis 1909 (gegründet als TV 1909 Mehlis) zur SpVgg Zella-Mehlis.
Auf sportlicher Ebene agierte der Club im Verband Mitteldeutscher Ballspiel-Vereine, in dem insgesamt dreimal die Meisterschaft des Gaus Westthüringen gewonnen wurde. In den damit verbundenen Qualifikationen zur mitteldeutschen Endrunde scheiterte Zella-Mehlis 1925/26 bereits vorzeitig an der SpVgg Erfurt. 1928 erreichten die Thüringer über den SC 06 Oberlind das Achtelfinale, scheiterten aber am FC Viktoria Leipzig deutlich mit 0:5. 1930/31 scheiterte die SpVgg 06 erneut vorzeitig am SC Stadtilm.
Im Anschluss trat der Club nicht mehr höherklassig in Erscheinung, Teilnahmen an der 1933 gegründeten Gauliga Mitte fanden nicht statt. Der Verein spielte fortan in der zweitklassigen Bezirksklasse Thüringen. 1945 wurde die SpVgg 06 Zella-Mehlis aufgelöst. Eine Neugründung erfolgte nicht.

## Statistik
- Teilnahme Mitteldeutsche Meisterschaft: 1925/26, 1927/28, 1930/31